# Jean-Louis Lafosse
Jean-Louis Lafosse (Dakar, Senegal, 15 maart 1941 — Le Mans, 13 juni 1981) was een Frans autocoureur. Hij schreef zich in 1974 in voor een Formule 1-race, de Grand Prix van Italië van dat jaar voor het team Brabham, maar dit zitje ging uiteindelijk naar Carlo Facetti.
Van 1972 tot 1981 reed hij ook elk jaar in de 24 uur van Le Mans, waarbij een tweede plaats in zowel 1975 als 1976 zijn beste resultaat was. In 1981 werd deze race hem echter fataal, hij crashte met 350 km/h in de vangrail vlak voor de Mulsanne-chicane.